# Pomnik Gloria Victis w Warszawie

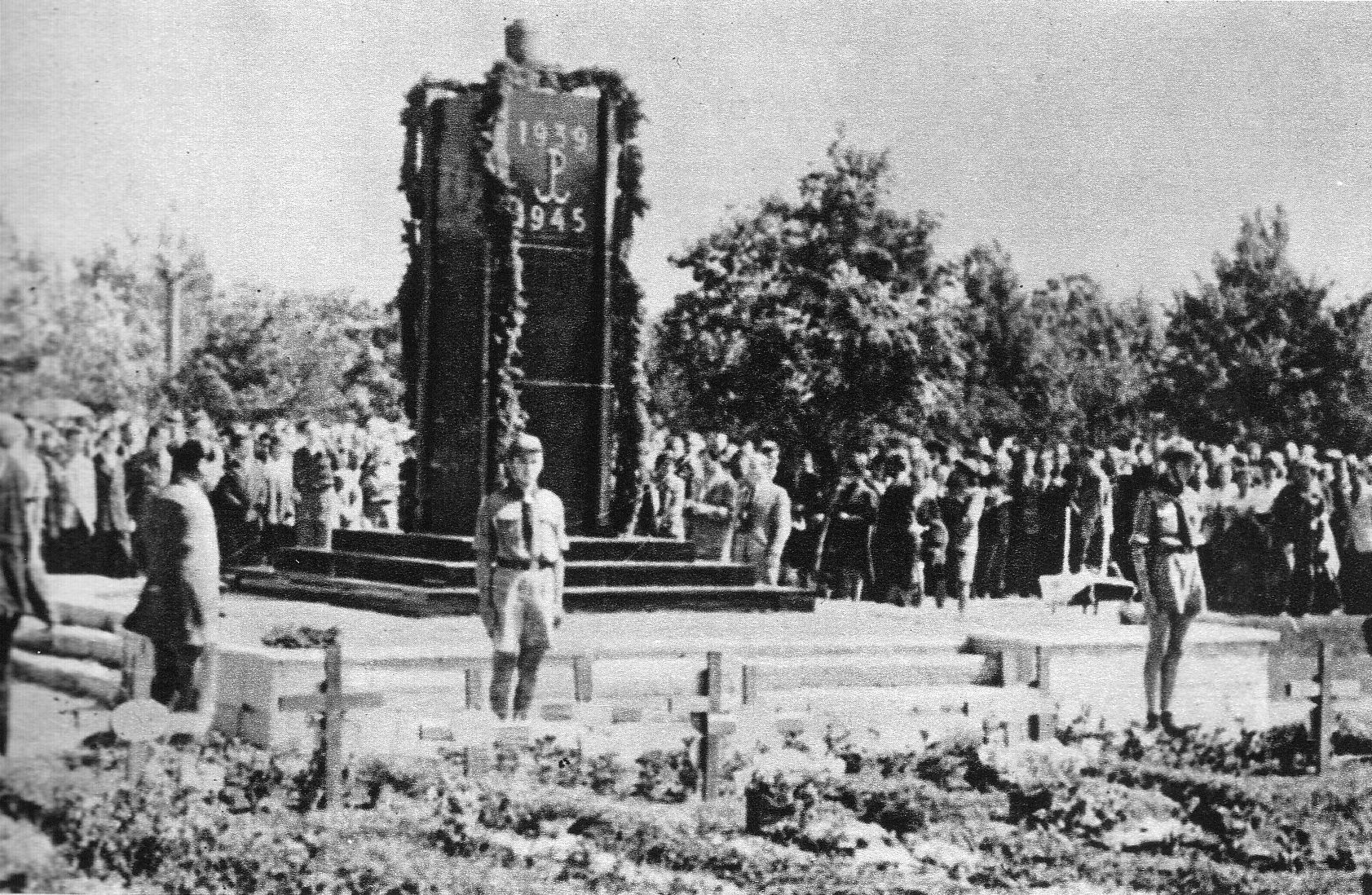
Uroczystości rocznicowe przed pomnikiem, lata 50. lub wczesne lata 60. XX wieku

Pomnik Gloria Victis – monument upamiętniający żołnierzy Armii Krajowej poległych w czasie powstania warszawskiego i okupacji niemieckiej, znajdujący się w kwaterze A-26 na cmentarzu Wojskowym na Powązkach w Warszawie.

## Opis
Inicjatorami budowy pomnika byli żołnierze i członkowie rodzin żołnierzy ze zgrupowania „Radosław”, którzy jako pierwsi rozpoczęli grzebanie na cmentarzu Wojskowym na Powązkach poległych powstańców w kwaterach zbiorowych według przynależności do poszczególnych oddziałów. Spośród prac zgłoszonych w zorganizowanym w lutym 1946 roku konkursie do realizacji wybrano projekt Heleny Kłosowicz ps. „Monika” z batalionu „Łukasiński”.
Pomnik został odsłonięty 1 sierpnia 1946 roku. Upamiętnia wszystkich żołnierzy Armii Krajowej, którzy zginęli podczas powstania warszawskiego i okupacji niemieckiej. Stanowi centralny punkt zwartego obszaru kwater, w których znajdują się groby żołnierzy wszystkich oddziałów Armii Krajowej walczących w powstaniu ekshumowanych z różnych części miasta w latach 1945–1947.
Monument ma formę graniastosłupa wykonanego z czarnego granitu umieszczonego na szerokim cokole. Na czołowej ścianie pomnika (od strony kwatery A-24) znajduje się znak Krzyża Virtuti Militari i łacińska sentencja Gloria Victis (Chwała zwyciężonym). Na bocznych umieszczono: datę 1939–1945 i Znak Polski Walczącej (ściana lewa) i napis Żołnierzom Armii Krajowej poległym w walkach o wolność – towarzysze broni (ściana prawa), natomiast na ścianie tylnej: POWSTANIE WARSZAWSKIE oraz daty: 1.VIII–2.X.1944 otoczone wieńcem laurowym. Graniastosłup z narożnikami wykonanymi z różowego marmuru zwieńczony jest czworościennym blokiem w kształcie urny, na którym z każdej strony znajduje się stylizowana płaskorzeźba orła. Monument został ustawiony na szerokiej płycie, w rogach której umieszczono cztery bloki z różowego marmuru ze znakami Polski Walczącej.
Co roku 1 sierpnia o godz. 17.00 (w godzinę „W”) przy pomniku odbywają się uroczystości rocznicowe z udziałem przedstawicieli władz, kombatantów, ich rodzin oraz mieszkańców Warszawy.
W 2022 roku na podstawie porozumienia zawartego z Okręgiem Warszawa Światowego Związku Żołnierzy Armii Krajowej opiekę nad pomnikiem przejęło Muzeum Powstania Warszawskiego.